# Zarzecze, Katowice
Zarzecze (tiếng Đức: Zarzetsche) là một quận của Katowice ở miền nam Ba Lan. Nó có diện tích 5,1 km 2 và năm 2007 có 1.902 cư dân.
Nghĩa đen của tên là một vùng đất phía sau một dòng sông.

## Lịch sử
Khu định cư lâu đời nhất trong khu vực ngày nay là các quận Piotrowice, Podlesie và Zarzecze là Uniczowy, một ngôi làng đã tồn tại từ thế kỷ thứ 12. Vào thế kỷ 15, Uniczowy bắt đầu vỡ vụn thành ba phần riêng biệt. Zarzecze trở nên độc lập phần nào trong thế kỷ 16.
Trong những biến động chính trị do Matthias Corvinus gây ra, vùng đất xung quanh Pszczyna đã bị Casimir II, Công tước xứ Cieszyn, người đã bán nó vào năm 1517 cho các ông trùm Hungary của gia tộc Thurzó, tạo thành quốc gia Pless. Trong tài liệu bán hàng kèm theo ban hành vào ngày 21 tháng 2 năm 1517, ngôi làng được đề cập với cái tên là Zarzeczie. Vương quốc Bohemia năm 1526 trở thành một phần của chế độ quân chủ Habsburg. Trong Chiến tranh kế vị Áo, hầu hết Silesia đã bị Vương quốc Phổ chinh phục, bao gồm cả ngôi làng.